# إكليل الشوك
بحسب ثلاثة من الأناجيل وُضع إكليلٌ من الشّوك على رأس يسوع خلال الأحداث التي سبقت صلبه، حيث استخدم من قبل خاطفي يسوع ليسبب له الألم والسخرية بسبب ادعائه السلطة. في القرون اللاحقة تم تبجيل الآثار التي يعتقد الكثيرون أنها كل أو جزء من إكليل الشوك.

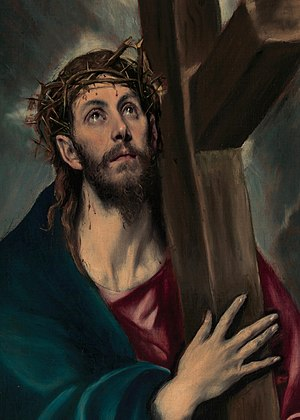

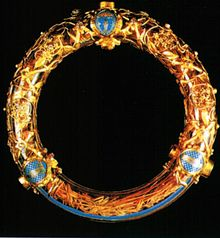
بقايا إكليل الشوك الذي اشتراه لويس التاسع من بالدوين الثاني وحُفظَ في نوتردام دي باريس حتى 15 أبريل 2019، عندما أُنقذَ من حريق في الكاتدرائية.